# Теренкур

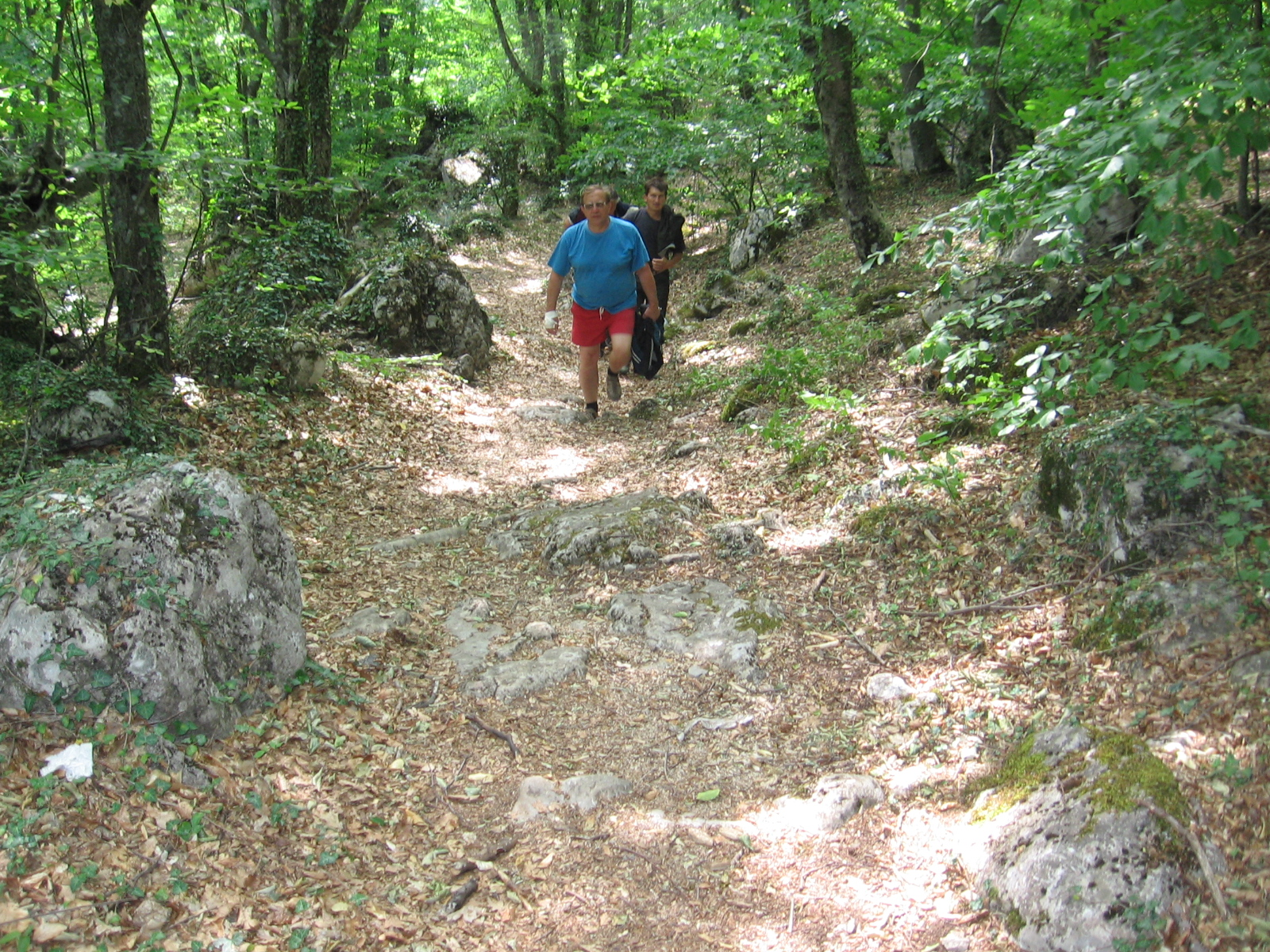
Теренкур: стежка Талма-Богаз в районі Парагільмену, Крим.

Теренку́р (від фр. terrain — «місцевість» і нім. Kur — «лікування») — метод санаторно-курортного лікування, що передбачає дозовані фізичні навантаження у вигляді пішохідних прогулянок, сходжень в гористій місцевості за певними, розміченим маршрутами. Теренкур розвиває витривалість, покращує роботу серцево-судинної системи та органів дихання, стимулює обмін речовин, нервову активність. Звичайно проводиться під наглядом лікаря.
Загальновживане трактування терміна теренкур «звузилось» до позначення спеціально прокладеного маршруту, призначеного для лікувального ходіння.
З середини XIX століття лікарі почали освоювати методи лікування, засновані на комбінації впливу кліматичних факторів і руху. Ще в 1845 році лікар Хартвіг (Hartwig) рекомендував для лікування щоденну ходьбу як на морі, так і в «гористих областях». З 1862 року професор Вербер (Werber) називав активний рух найважливішим доповненням до впливу гірського клімату і рекомендував пацієнтам лікувальне ходіння по стежках гірських курортів Німеччини та Швейцарії. В 1885 році німецький лікар Макс Ертель, завдяки якому і з'явився термін теренкур, запропонував метод лікування огрядності та серцево-судинних захворювань, заснований на дозованих по відстані, темпу і куту нахилу маршруту піших прогулянках. Метод Ертеля швидко набув поширення в Європі.
В 1901 році в Кисловодську на Кавказі лікарем Н. Н. Облонським, на основі методу Ертеля, був прокладений один з перших маршрутів теренкуру. Природний ландшафт дозволив створити на території Кисловодського парку шість маршрутів, де суворо дозовані відстані, кут нахилу, висота над рівнем моря, і тільки краса природних ландшафтів «quantum satis» — «скільки буде потрібно». Маршрути Кисловодського теренкура розташовуються на висоті понад 800 метрів над рівнем моря і мають протяжність від 1700 до 6000 метрів (загальна протяжність понад 30 км).
В Україні стежки для теренкуру є в Криму (наприклад, Сонячна стежка), Карпатах (Трускавець, Східниця, Моршин тощо), Львові (у Замарстинівському парку і парку "Знесіння") та на Донбасі (стежка «Донецький теренкур» що починається в селі Богородичне).